# Васильєв Олександр Олександрович
Олександр Олександрович Васильєв (нар. 8 грудня 1958, Москва, РРФСР, СРСР) — російський і французький історик моди, колекціонер, декоратор інтер'єрів, театральний художник, автор книг і статей, лектор, телеведучий, почесний член Російської Академії мистецтв, засновник міжнародної інтер'єрної премії «Лілії Олександра Васильєва».

## Життєпис
Олександр Васильєв народився в Москві в театральній родині. Його батько, Олександр Павлович Васильєв, був народним художником Росії, творцем декорацій і костюмів. Мати, Тетяна Васильєва — драматична актриса. З дитинства захоплювався створенням костюмів і декорацій спочатку для вистав у ляльковому театрі, а потім і для свого власного, який поставив в дванадцятирічному віці. У 1980 році Васильєв закінчив Постановочний факультет Школи-студії МХАТ, а пізніше працював художником по костюмах в Московському театрі на Малій Бронній.
У 1982 році Олександр Васильєв переїхав до Парижу (шлюб з француженкою), де став працювати декоратором для різних французьких театрів і фестивалів, таких як Ронд Пуант (Théâtre du Rond-Point) на Єлисейських Полях, Студія опери Бастилії, Люсернер (Théâtre du Lucernaire), Картушері (Théâtres de la Cartoucherie), Авіньйонський фестиваль, Балі дю Нор, Молодий балет Франції і Королівська опера Версаля.
З 1994 року Олександр Васильєв став читати курси лекцій і демонструвати майстер-класи в різних університетах і коледжах світу.
З 2000 року під його керівництвом в Самарі пройшов фестиваль моди «Поволзькі сезони Олександра Васильєва». З 2002 року Олександр Васильєв працює на телеканалі «Культура» як автор і ведучий передачі «Подих століття».
У жовтні 2003 року в Москві відкрилася дизайн-студія «Інтер'єри Олександра Васильєва». Мета проекту — «представити багату російську традицію в паризькому лиск».
В Росії Олександр Васильєв читає лекції на факультеті «Менеджмент і теорія моди» в Московському державному університеті, в лекційних залах різних міст Росії.
У 2005 році почала роботу виїзна школа Олександра Васильєва, в рамках якої зі слухачами відбуваються подорожі в різні культурні столиці, серед яких — Париж, Лондон, Венеція, Рим, Марокко, Камбоджа, Мадрид, Стамбул, Рига, Вільнюс. З 13 липня 2009 Олександр Васильєв — провідний засідань модного суду в програмі «Модний вирок» замість В'ячеслава Зайцева.
У 2009—2012 роках — науковий керівник Московської Академії Моди при Московському Інституті Телебачення і Радіомовлення «Останкіно», де веде майстер-класи. З 2012 року по 2013 рік — майстер курсу на факультеті «Дизайн і мода» в Московському Інституті Телебачення і Радіомовлення «Останкіно». З 2014 року — Автор і ведучий викладач освітнього курсу в ШКОЛІ MODA.RU. З 2012 року співпрацює з «Радіо Маяк» — Олександр Васильєв учасник різних передач, в 2013 році — ведучий циклу програм «Портрети великих модників» на «Радіо Маяк».

## Театральна діяльність
Олександр Васильєв є творцем декорацій для опер, театральних постановок, фільмів і балетів. Він оформляв балети «Ромео і Джульєтта», «Лебедине озеро», «Анна Кареніна» — усього понад 100 постановок у 25 країнах світу. Васильєв працював над сценічним оформленням і костюмами вистави Театру імені Пушкіна «І раптом …», який йде в пушкінському фоє театру, Королівським балетом у Фландрії, з Національним театром в Лондоні, Шотландським балетом у Глазго, а також з балетами Японії, США, Чилі та іншими. У Росії постановки, оформлені Олександром Васильєвим, йдуть в Московському театрі оперети, Академічному Музичному театрі ім. Станіславського і Немировича-Данченка, оперних театрах Новосибірська, Самари, Ростова-на-Дону. У 2012 році в Самарському академічному театрі опери та балету здійснив капітальне відновлення одноактного балету «Павільйон Арміда» на музику Н. Черепніна. Диригент-постановник — Євген Хохлов.

## Колекція
Васильєв — володар приватної колекції моди і костюма, предмети з якої виставлялися в Австралії, країнах Європи, Азії та Америки. Колекція, що зберігається у Франції, поповнюється протягом вже 30 років і складається з більш ніж 15 тисяч експонатів від XVII століття до сучасності, серед яких — шедеври високої моди, створені найкращими ательє своєї епохи. Значну частину колекції складають фотографії та живопис, пов'язані з історією моди, і, особливо — з історією Російського Зарубіжжя.
У колекції є костюми, належали в минулому княжні Марії Щербатової, баронесі Галині Дельвіг, графині Жаклін де Богурдон, графині Ользі фон Крейц. Крім того, в дар були отримані предмети гардероба таких російських зірок театру і кіно як Людмила Гурченко, Алла Демидова, Наталія Дурова, Людмила Зикіна, Ольга Лепешинська, Клара Лучко, Любов Орлова, Лідія Смирнова, Галина Уланова та Наталія Фатєєва. Майя Плісецька передала в колекцію кілька унікальних предметів зі свого гардероба, серед яких:
- Ансамбль, що складається з хітона і комбінезона. Будинок моди «П'єр Карден». Париж. 1973;
- Ансамбль з набивного шовку, оброблений воланами. Будинок моди «П'єр Карден». Париж. Кінець 1980-х років;
- Костюм з двошарового стьобані шовку «космос», подарований балерині особисто Коко Шанель.

Ці фрагменти гардероба стали експонатами виставки «Мода за залізною завісою. З гардероба зірок радянської епохи», відкрита 22 лютого 2012 року до Хлібному Будинку музею-заповідника Царицино, а також потрапили в однойменний ілюстрований каталог (ISBN 978-5-9903435-1-1), укладачем якого став Олександр Васильєв. В планах Васильєва — створення в Росії Музею історичного костюма, в якому його колекція була б відкрита для постійного публічного доступу.

## «Лілії Олександра Васильєва»
У 2011 році Олександр Васильєв заснував першу міжнародну премію за інтер'єр «Лілії Олександра Васильєва». Лауреатами премії стають заклади в Росії і за кордоном, що відповідають його високим уявленням про стиль. Переможцям вручається фірмовий знак — керамічна лілія ручної роботи. Кожна лілія володіє індивідуальним номером та паспортом оригіналу, що гарантує її справжність. Лілії за інтер'єр, атмосферу, світло, музичний супровід і деталі оформлення вже отримали заклади Росії, Італії, Франції, Латвії, Литви та інших європейських країн.

## Нагороди і звання
Олександр Васильєв нагороджений недержавними нагородами — медаллю С. П. Дягілєва за пропаганду російського мистецтва, медаллю В. Ніжинського, орденом «Меценат», Золотою медаллю Академії мистецтв Росії. Двічі є лауреатом премії «Тобаб» в Туреччині. Був представлений в номінації «Легенда моди» на World Fashion Awards в 2010 році. У 2011 році жителі Самарської області присудили Васильєву регіональну премію «Народне визнання». У тому ж році Васильєв став почесним членом Російської академії художеств.

## Книги
Олександр Васильєв — автор трьох десятків книг. Його книга «Краса у вигнанні», що вийшла у видавництві Слово / Slovo, з 1998 по 2008 рік витримала шість перевидань російською мовою, а в 2000 році була видана в Нью-Йорку англійською мовою. Васильєв — автор книги «Російська мода. 150 років в фотографіях» (також видавництво Слово / Slovo, 2004), в якій представлено понад 2000 фотографій з історії російської, радянської та пострадянської моди c середини XIX століття до початку XXI століття.
Більшість книг ілюстровані фотографіями з колекції автора.
На сторінках книги «Російські інтер'єри» Васильєв відтворив оздоблення російських палаців, дворянських садиб, купецьких і міщанських будинків, громадські інтер'єри Царської Росії.
Олександр Васильєв планує почати чергову книгу — спогади правнучки письменника Миколи Лєскова — Тетяни, прими російського балету в Монте-Карло і багаторічного директора балету в Ріо-де-Жанейро.

## Політичні погляди
Після 24 лютого 2022 року відкрито засудив російське вторгнення в Україну: «Безпрецедентні амбіції відтворення великої імперії викликає військову окупацію, яка прямо зараз руйнує незалежну державу України».